# Lutherhuis
Het Lutherhuis staat in de binnenhof van het Augusteum te Wittenberg. Het was van 1524 tot aan zijn overlijden in 1546 het woonhuis van de reformator Maarten Luther en is momenteel in gebruik als museum. Het Lutherhuis behoort tot de Luthergedenkplaatsen in Eisleben en Wittenberg, die sinds 1996 deel uitmaken van het werelderfgoed van de UNESCO.

## Geschiedenis

### Luther in Wittenberg
Luthers woonhuis was oorspronkelijk onderdeel van het augustijnerklooster dat vanaf 1504 werd gebouwd als onderwijsruimte en slaaphuis voor monniken die studeerden aan de in 1502 opgerichte universiteit van Wittenberg. In 1508 werd Luther door zijn overste Johannes von Staupitz vanuit Erfurt overgeplaatst naar het nieuwe klooster. Hij promoveerde aan de universiteit tot doctor in de theologie en werd in 1512 benoemd tot hoogleraar Bijbeluitleg als opvolger van Von Staupitz. In de volgende jaren woonde hij in het zuidwestelijk gedeelte van het klooster, dat in de achttiende eeuw is afgebroken. In deze periode kwam de Reformatie tot volle ontplooiing, waarop de augustijner orde het klooster verliet. Keurvorst Frederik de Wijze schonk het klooster aan Luther, die er na zijn huwelijk in 1525 met Katharina von Bora met zijn gezin bleef wonen tot aan zijn overlijden in 1546.

### Geschiedenis van het gebouw

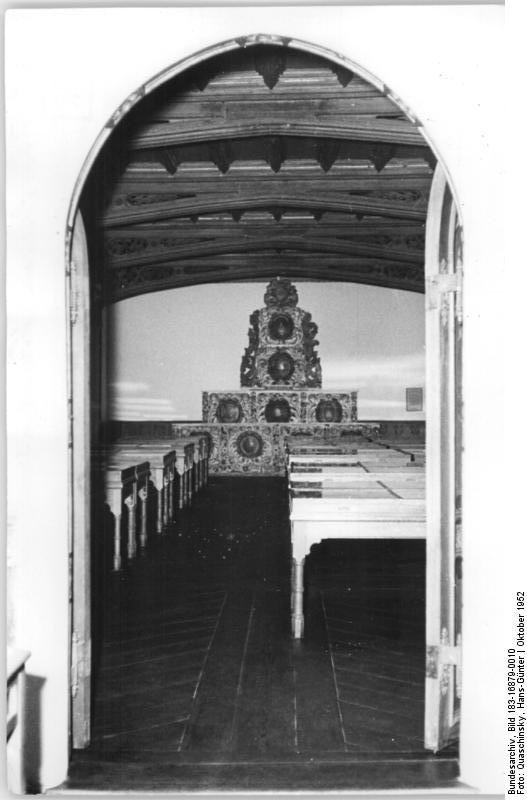
Collegezaal in het Lutherhuis (1952)

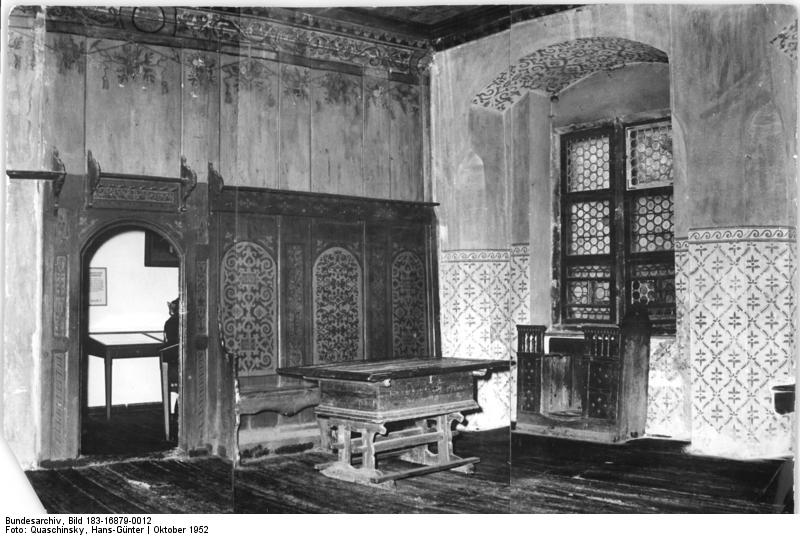
Luthers woonkamer (1952)

Luthers erfgenamen verkochten het gebouw in 1564 aan de Universiteit, die er een internaat voor beursstudenten van maakte. In 1565 werd de wenteltrap aan de voorzijde van het huis vernieuwd. De oude eetzaal, de Mensa Communis, kreeg een nieuw gewelf en ook de grote zaal op de eerste verdieping werd vernieuwd, wat nogmaals gebeurde in 1697. De zaal werd gebruikt voor theologische hoorcolleges en disputaties. Als Luthers collegezaal had zij een bijzondere status. De zaal werd ook gebruikt voor de universiteitsfeesten, waarvoor geregeld eregasten van buiten de eigenlijke universitaire gemeenschap werden uitgenodigd. Zij verzamelden zich vaak vooraf in de "Lutherstube", de woonkamer van Luther, die nog in oorspronkelijke staat was gelaten. Al in 1655 was zij bekend als Museum Lutheri.
In het begin van de achttiende eeuw woonden in het Lutherhuis elf studenten met hun toezichthouder en wat personeel. Beschietingen tijdens het beleg van Wittenberg in 1760 veroorzaakten slechts geringe schade. Van 1761 tot 1813 diende het huis als militair hospitaal. Na de opheffing van de universiteit van Wittenberg ging het pand in 1815 over naar de in het Augusteum gevestigde predikantenopleiding. Deze wist echter niet hoe zij het pand kon benutten en vanaf 1834 werd het gebruikt als Lutherschule, een gratis armenschool. De slechte toestand waarin het pand zich bevond zorgde voor veel ophef, waarna het van 1853 tot 1856 gerenoveerd werd onder leiding van Friedrich August Stüler. Deze voegde conform de opvattingen van het Historisme onder meer "laat-gotische" onderdelen toe, om het gebouw zijn "authentieke" karakter terug te geven.

## Museum
Op initiatief van burgemeester Schild van de stad Wittenberg werd besloten het gebouw in te richten als een museum voor de geschiedenis van de Reformatie. Het museum werd in 1883 geopend en bevat ca. 1.000 voorwerpen uit het leven van Maarten Luther. Hieronder zijn schilderijen van onder meer Lucas Cranach de Oude, maar ook gewone gebruiksvoorwerpen. De verzameling afbeeldingen van Luther beslaat de periode 1546-1983 en geeft een overzicht van de veranderingen die het Lutherbeeld in de loop van de eeuwen onderging. Daarnaast bevat het museum onder meer grafiek van Albrecht Dürer en verschillende gekalligrafeerde handschriften.